# Lenguas uraloyucaguiras
Las lenguas uraloyucaguiras o urálico-yukaguir es una familia de lenguas propuesta para agrupar a las lenguas urálicas con las lenguas yucaguiras. Fue propuesta inicialmente por Holger Pedersen en 1931 y respaldada por Collinder (1940), Ruhlen (1987), Greenberg (2000), Bomhard (2008) y Napolskikh; sin embargo, otros lingüistas creen que las semejanzas pueden ser producto del contacto en el pasado.
Por otro lado, algunos lingüistas incluso han extendido la hipotetética familia urálico-yukaghira, a una macrofamilia aun mayor denominada macrofamilia uralo-siberiana que ha sido aun más cuestionada.

## Evidencia
El lingüista sueco Björn Collinder se inspiró en su investigación en un artículo de 1907 de Heikki Paasonen sobre similitudes entre las lenguas urálicas y yucaguiras. Collinder sostiene que las similitudes entre estos grupos son numerosas y se basan en el sistema de casos, imperativo de los verbos, verbos auxiliares negativos, derivación de verbos, tallos pronominales y medio centenar de palabras similares.
Para Pedersen, la similitud en los verbos auxiliares negativos es una prueba decisiva de la existencia del proto-uralo-yukaghir, porque las formaciones morfológicas raramente se toman prestadas; y estas no se encuentran, por ejemplo, en las lenguas indoeuropeas.
Collinder postula también una proximidad con las lenguas indoeuropeas (macrofamilia indourálica), opinando que las similitudes que él atribuye al urálico y yukaguir, pero no a indoeuropeas, como las terminaciones imperativas, muestran un parentesco más cercano entre urálico y yukaguir que entre urálico e indoeuropeo.
Comparando los pronombres principales de estas familiasː
| Pronombre                                | Yucaguiro                               | Urálico                                             | Indoeuropeo                                                            |
| ---------------------------------------- | --------------------------------------- | --------------------------------------------------- | ---------------------------------------------------------------------- |
| 'yo, me' (primera persona singular)      | met (< *mət)                            | *mun, *mina 1                                       | *egom (nominativo) *mene (genitivo) 2                                  |
| 'tú, te' (segunda persona singular)      | tet                                     | *tun, *tina 1                                       | *tu (nominativo) 3 *tewe (genitivo)                                    |
| 'esto', 'eso' (pronombre demostrativo)   | tiŋ (norte), tuŋ (sur) 'esto' taŋ 'eso' | *tä 'esto' 4 *to 'eso' 5                            | *to- 'esto, eso'                                                       |
| 'quién?, qué?' (pronombre interrogativo) | kin 'quién?' (sur)                      | *ki ~ *ke ~ *ku6 ~ *ko 'quién?, qué?' *ken 'quién?' | *kʷi- ~ *kʷe- ~ *kʷo- 'quién?, qué?' *kʷi/e/o- + *-ne 'quién?, qué?' 7 |
| Lexema                                   | proto-yukaghir                          | proto-Urálico                                       | proto-Indoeuropeo                                                      |
| 'madre'                                  | *eme-                                   | *emä                                                | **méh₂tēr                                                              |
| 'padre'                                  | *eče:                                   | *ićä                                                | *ph₂tḗr                                                                |
| 'gusano'                                 | *könčʼə                                 | *kunča                                              | *wr̥mis                                                                 |
| 'reno macho'                             | *qoroj 'reno joven'                     | *kojera 'animal macho'                              | *ḱr̥h₂wós, 'ciervo'                                                     |
| 'debajo'                                 | *a:l                                    | *ëla                                                | *h₁n̥dʰér 'debajo' *h₁ewp- 'desde abajo'                                |
| 'abertura, boca'                         | *aŋa 'boca'                             | *aŋe 'abertura'                                     | *h₁óh₃s 'boca'                                                         |
| 'agua'                                   | *lyŋkə 'agua'                           | *weti 'agua'                                        | *wleykʷ- 'fluir, mojar' *wodr̥ 'agua'                                   |
| 'seno'                                   | *mel-                                   | *mälke                                              | *psténo-s                                                              |
| 'piedra, roca'                           | *pe: 'roca, montaña'                    | *pije 'piedra'                                      | *h₂áḱmō                                                                |
| 'madera'                                 | *sa:- 'madera, árbol, palo'             | *śala 'olmo'                                        | *dóru 'árbol'                                                          |
| 'frío'                                   | *čel- 'frío'                            |                                                     | *gel- 'frío, hielo'                                                    |
| 'nombre'                                 | *ńu:                                    | *nime                                               | *h₁nómn̥                                                                |

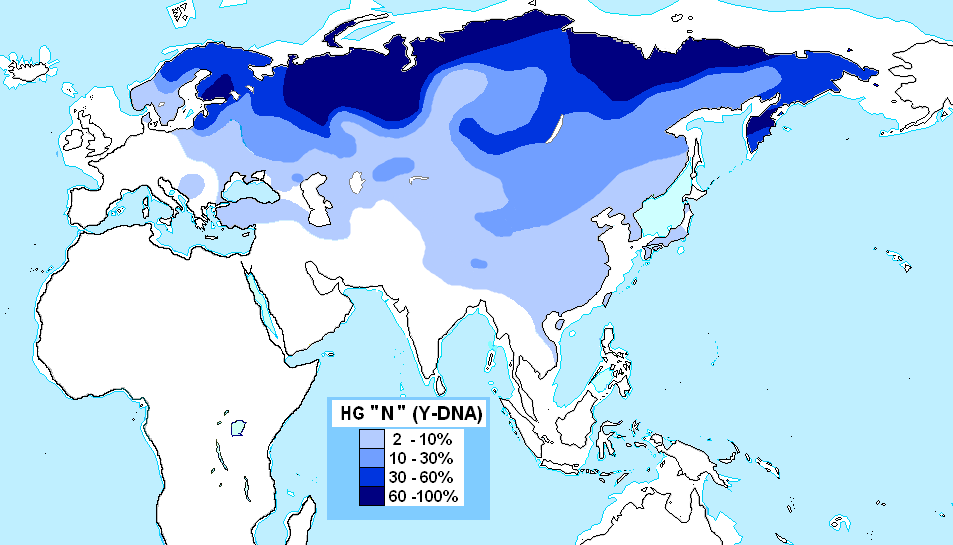
Distribución del haplogrupo N del ADN-Y, en el norte de Eurasia donde es dominante, mostrando que existe un componentente genético común a muchos pueblos de la región.

Por otro lado la evidencia arqueogenética, si ha mostrado que existe algunos haplogrupos comunes muy extendidos por el norte de Eurasia, que muestran que como mínimo los pueblos que hablan lenguas yukaghiras y urálicas si comparten algunos arqueolinajes muy antiguos. Sin mebargo, ese tipo de evidencia extralingüística no significa que deba existir necesariamente un origen común de las lenguas, ya que las lenguas están asociadas a la cultura y pueden cambiar, aun cuando los pueblos puedan tener un origen parcial común.

## Crítica
Las relaciones reales de estos idiomas aún no se han analizado en detalle. Häkkinen (2012) rechaza un vínculo genético entre urálico y yukaguir, argumentando que los sistemas gramaticales muestran muy pocas semejanzas convincentes, especialmente la morfología, y propone en cambio que muchos cognados aparentes son realmente tomados de una etapa temprana (3000 AC) en la región de Siberia.